# Timbales

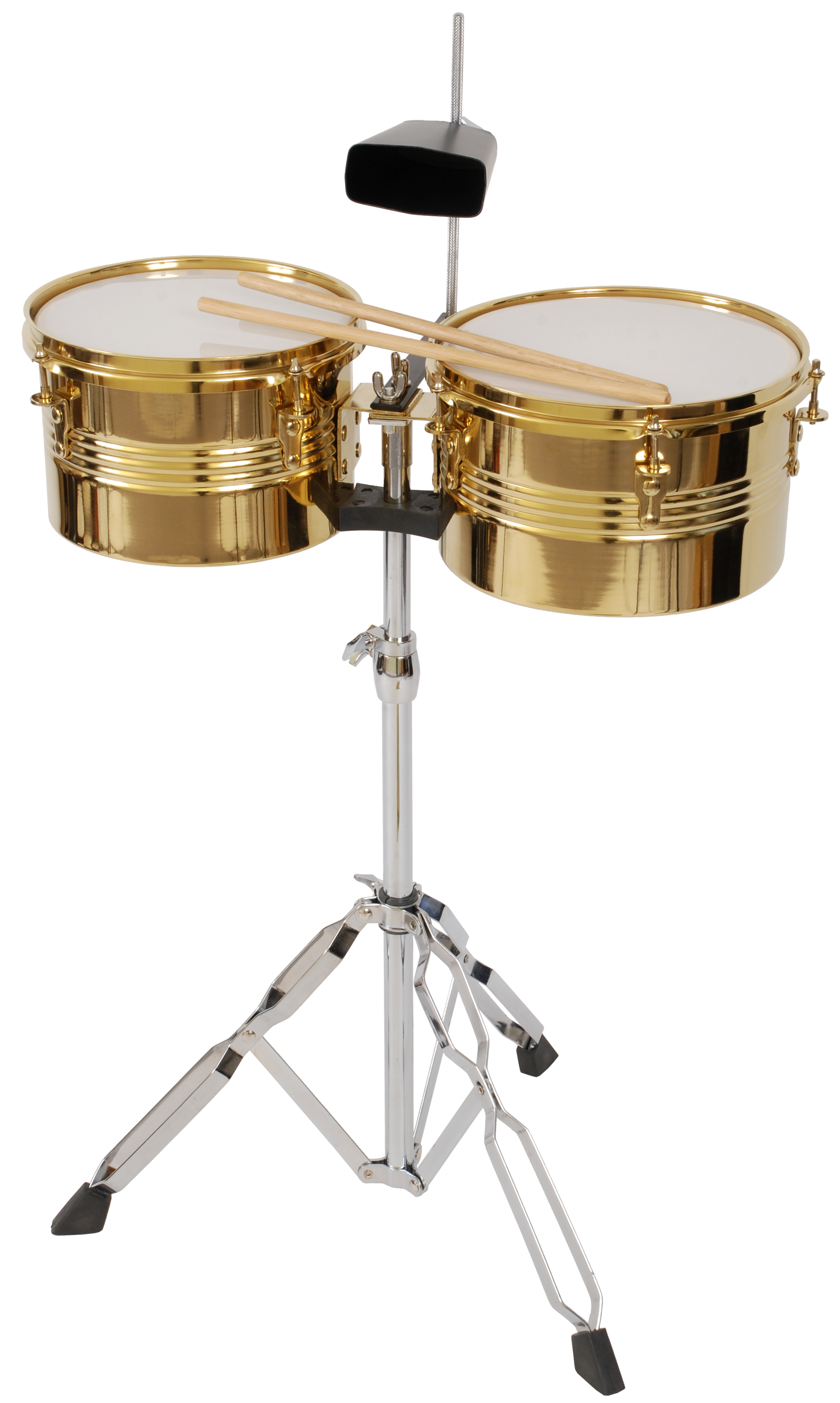
Timbales

Timbales, Einzahl Timbal,  sind ein in lateinamerikanischen Tanzmusikstilen gespieltes Paar Zylindertrommeln aus einseitig bespannten Metallkesseln (meistens aus Kupfer oder Stahl), die an einem Ständer befestigt sind, an dem auch eine oder mehrere Cowbells und anderes Zubehör wie Woodblocks montiert sind. Manchmal gehört ein Crashbecken dazu. Timbales gehören zu den Perkussionsinstrumenten und haben im Gegensatz zu den Bongos überstehende Metallzargen.
Die kleinere und höhere Trommel nennt man Primero oder Macho; sie befindet sich rechts und ist 13 Zoll groß. Die größere und tiefere nennt man „Segundo“ oder „Hembra“ und ist 14 Zoll groß. Der tonale Abstand der Trommeln liegt meistens zwischen einer Terz und einer Quinte. Der Timbalero spielt im Stehen und schlägt das Fell, aber auch die Trommelränder („Cascara“) mit zwei leichten Trommelstöcken. Diese Technik nennt man „Paila“. Die Timbales werden in Cuba oft auch als „Pailas“ bezeichnet. Laut dem kubanischen Schriftsteller Felipe Pichardo Moya (1892–1957) sind „Pailas“ Gefäße aus Stahl oder Kupfer in Form einer „halben Orange“, die in den Rohrzuckerfabriken verwendet wurden um den Rohzuckersaft zu sammeln.  
Seit etwa Mitte des 20. Jahrhunderts sind Timbales wichtiger Bestandteil kubanischer Musik, z. B. in Salsa-Combos. Sie werden mitunter auch in ein Schlagzeug integriert, indem sie links neben die Hi-Hat gestellt werden.
Der Name Timbale leitet sich von spanisch timbal, „Kesseltrommel“ ab, aus der sie sich ursprünglich entwickelt hat.

## Bekannte Timbaleros
- Tito Puente (1923–2000)

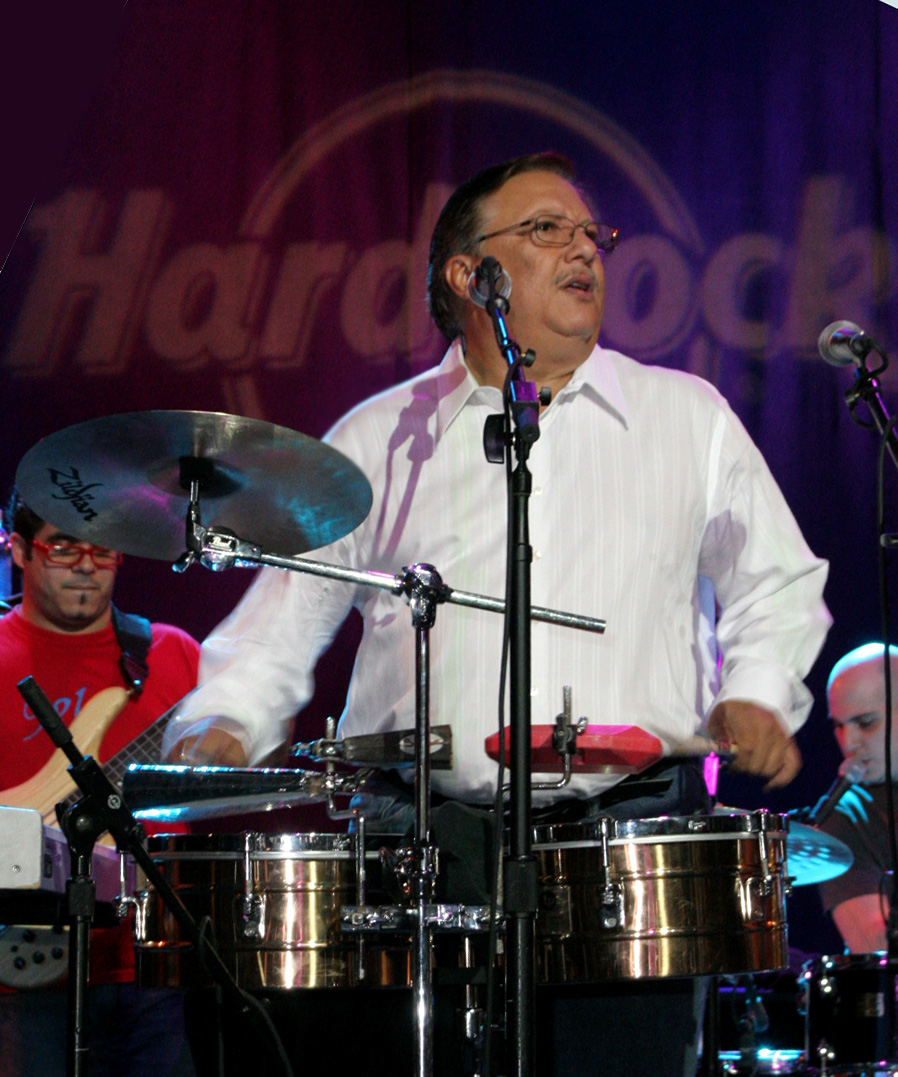
Arturo Sandoval an den Timbales (2010)

- Pucho Brown, Leiter von Pucho & His Latin Soul Brothers
- Changuito, eigentlich José Luis Quintana (früher Los Van Van)
- Amadito Valdés, u. a. Mitwirkender beim Projekt Buena Vista Social Club
- Nicky Marrero (Fania All-Stars)
- Giovanni Hidalgo
- Karl Perazzo (Santana)
- Sheila E. (Solo und unter anderem bei Prince, Billy Cobham, Diana Ross, Herbie Hancock, Marvin Gaye, Patti LaBelle und ihrem Vater Peter Escovedo)